# Trechalea syntrechaloides
Trechalea syntrechaloides är en spindelart som beskrevs av Cândido Firmino de Mello-Leitão 1941. 
Trechalea syntrechaloides ingår i släktet Trechalea och familjen Trechaleidae. Inga underarter finns listade i Catalogue of Life.